# Чарни-Лясек
Чарни-Лясек (пол. Czarny Lasek) — село в Польщі, у гміні Гузд Радомського повіту Мазовецького воєводства.
У 1975-1998 роках село належало до Радомського воєводства.